# Диттография
Диттография — случайное, ошибочное повторение буквы, слова, фразы или комбинации букв переписчиком или копировщиком.

## Примеры
В Откр. 1:13 на {\displaystyle {\mathfrak {P}}}98 указано περιεζωσμμενον вместо περιεζωσμενον (две μ вместо одной). В Ватиканском кодексе в Ин. 13:14 слово διδασκαλος повторено дважды. В Ватиканском кодексе в Деяниях святых апостолов, одной из книг Библии, стих 19:34, фраза «Велика Артемида Ефесская» (англ. Great is Artemis of the Ephesians) появляется дважды, хотя в рукописи она встречается лишь единожды.